# NGC 5624
NGC 5624 هي مجرة حلزونية تقع في كوكبة الشجاع.

## وصلات خارجية
- NGC 5624 على موقع ويكي سكاي: DSS2, SDSS, GALEX, IRAS, Hydrogen α, X-Ray, Astrophoto, Sky Map, Articles and images